# Haviland-Krater
Koordinaten: 37° 34′ 56,4″ N, 99° 10′ 0″ W
Der Haviland-Krater (auch Brenham-Krater) ist ein durch einen Meteoriteneinschlag entstandener, an der Erdoberfläche sichtbarer Impaktkrater im Kiowa County im US-Bundesstaat Kansas. Der ovale Krater hat einen Durchmesser von ungefähr 15 Metern und ist damit einer der kleinsten Einschlagkrater der Erde. Sein Alter wird auf weniger als 1000 Jahre geschätzt.
Mehr als 7.000 Kilogramm Pallasit-Meteoriten wurden geborgen.